# Neuenkoop
Neuenkoop ist ein Ortsteil der Gemeinde Berne im niedersächsischen Landkreis Wesermarsch. Der Ort liegt südlich des Kernortes Berne auf halbem Wege nach Hude, im Stedingerland. Am östlichen Ortsrand fließt die Berne. Eine Sehenswürdigkeit in dem Ort ist das Arboretum Neuenkoop.

## Verkehrsanbindung
Durch Neuenkoop führen die Landesstraßen L867 und L868. Der Ort wird über die Buslinien 452 nach Berne und 256 nach Delmenhorst bedient.

## Geschichte
Im Jahr 1648 wohnten in Neuenkoop 11 Hausleute und 27 Kötter, 1678 waren es 10 Hausleute und 16 Kötter.